# Xã Moreland, Quận Pope, Arkansas
Xã Moreland (tiếng Anh: Moreland Township) là một xã thuộc quận Pope, tiểu bang Arkansas, Hoa Kỳ. Năm 2010, dân số của xã này là 699 người.